# (1172) Äneas
(1172) Äneas – planetoida z grupy trojańczyków Jowisza.

## Odkrycie
Planetoida ta została odkryta 17 października 1930 roku w Landessternwarte Heidelberg-Königstuhl w Heidelbergu przez Karla Reinmutha. Nazwa została nadana na cześć legendarnego bohatera wojny trojańskiej – Eneasza. Przed nadaniem nazwy planetoida nosiła oznaczenie tymczasowe (1172) 1930 UA.

## Orbita
(1172) Äneas okrąża Słońce w ciągu 11 lat i 306 dni w średniej odległości 5,19 au po orbicie o mimośrodzie 0,1. Płaszczyzna orbity nachylona jest pod kątem 16,68° względem ekliptyki. Jako planetoida trojańska znajduje się w punkcie równowagi Lagrange’a L5.

## Właściwości fizyczne
Asteroida ta ma średnicę około 143 km i niskie albedo, które wynosi 0,04. Jasność absolutna tego obiektu to 8,33m.